# Need for Speed Rivals
Need for Speed: Rivals (рус. Жажда скорости: Соперники) — компьютерная игра серии Need for Speed в жанре аркадных автогонок, разработанная студией Ghost Games и изданная компанией Electronic Arts для игровых приставок и PC-совместимых компьютеров в 2013 году.
Проект представляет собой гоночную аркаду, сочетающую элементы предыдущих частей серии — скоростные заезды по автострадам, погони и возможность сыграть как за гонщика, так и за полицейского. Все соревнования в игре проходят в районе вымышленного округа Рэдвью. Одной из ключевых особенностей проекта является технология сетевых гонок AllDrive, объединяющая одиночные, совместные и групповые заезды, а также, по словам разработчиков, «стирает грань между одиночной и сетевой игрой».
Разработка игры велась студией Ghost Games, который станет основным разработчиком серии для всех последующих немобильных выпусков до 2020 года. Команда приняла решение развивать Rivals на движке Frostbite 3 и создать современную технологию сетевой игры AllDrive. Новая игра включает в себя наработки предыдущих частей серии, таких как High Stakes и Hot Pursuit 2010 года. 
Need for Speed: Rivals был в основном положительно оценён игровой прессой, хваливших графику и музыку, а также технологию сетевого режима AllDrive, однако некоторые элементы игрового процесса и неоригинальность были подвергнуты критике.

## Игровой процесс
Need for Speed Rivals похожа на Need for Speed: Hot Pursuit — в ней те же экзотические машины и полицейские преследования на высоких скоростях. Игрок может быть гонщиком или копом. Доступно 11 обновляемых гаджетов, в том числе шоковые волны, электромагнитные устройства, возможность заказывать блокпосты и вертолёты. Действие происходит в вымышленном округе Рэдвью. Открытый мир отчасти напоминает Need for Speed: Most Wanted 2012 года благодаря нескольким трамплинам, ловушкам скорости и раскрываемым машинам.
В игре используется Need for Speed Network (аналог Autolog) — система состязания между друзьями, впервые разработанная для Hot Pursuit 2010 года. В любой момент игроки могут сравнивать статы, состязаться, хвастаться достижениями. Введена новая социальная система «AllDrive», позволяющая плавно переходить от одиночной игры к мультиплееру. Эта система «стирает границу между одиночным и мультиплеерным форматом». Динамическая система погоды, по утверждениям разработчиков, делает мир живее, чем любую другую игру серии Need for Speed.
Развитие в Rivals происходит средствами «списков скорости» (speedlist) для гонщиков и назначений (assignment) для копов. Игрок должен выполнять наборы задач, включающие опасное вождение, манёвры и гонки.
Всего в Need for Speed: Rivals 75 автомобилей. Делятся они на две карьеры, гонщика и полицейского, а также на автомобили гражданских. Кастоматизация машин будет ограничена изменением текстур. За исключением — Aston Martin Vanquish, машины будут доступны только в гоночном или полицейском вариантах. Впервые после Need for Speed: Hot Pursuit 2 полноценно и официально включены машины марки Ferrari, в том числе модели 458 Italia, 458 Spider, 599 GTO, Enzo Ferrari, F12 Berlinetta, F40, F50, FF.

### Система оружия
Как и в Hot Pursuit 2010 года, игроки могут использовать оружие, называемое Pursuit Tech, для нападения на других игроков или автомобили с искусственным интеллектом или иным образом защищать себя. Игроки могут экипировать два из шести доступных видов оружия каждой стороны, каждое из которых может быть улучшено, хотя улучшения ограничены определенным уровнем, основанным на максимальном уровне технологии преследования автомобиля. Помимо электростатического поля и ЭМИ (электромагнитного импульса), которые являются единственным оружием, доступным обеим фракциям, копы могут использовать шоковые тараны, устанавливать блокпосты, запрашивать поддержку вертолета или сбрасывать полосы с шипами, в то время как гонщики могут устанавливать глушители радаров, запускать ударные волны, сбрасывать оглушение. шахты или активировать турбоускорители.

### Онлайн
Система Autolog, система соревнований между друзьями, разработанная Criterion for Hot Pursuit, записывает время завершения игроком каждого события, Speedlist или Assignment. Это время публикуется на Speed Walls для локальных и глобальных списков лидеров, чтобы их можно было сравнить с результатами других игроков.
В Rivals есть новая социальная система под названием AllDrive, которая позволяет игрокам переходить от игры в одиночку к игре с другими, что описывается как «разрушение границы между одиночной игрой и многопользовательской игрой». Это позволяет игрокам участвовать как в кооперативном, так и в соревновательном игровом процессе. В игре также есть динамическая система погоды, которая заставляет «мир чувствовать себя живым в гораздо большем смысле, чем в любой другой игре Need for Speed».

### Модификации автомобилей
Rivals также использует некоторые особенности игрового процесса из более ранних игр франшизы Underground с намеками на эстетическую персонализацию автомобиля, например, можно изменить окраску, наклейки, диски и номерные знаки, ливреи, а также характеристики автомобиля и различные «Технологии преследования». За исключением Aston Martin Vanquish (и большинства автомобилей DLC), все автомобили в игре доступны только гонщикам или копам.

### Карта и окружение
Действие Need for Speed Rivals происходит в вымышленном округе Редвью. Среда открытого мира имеет настройку, аналогичную Most Wanted, с несколькими прыжками, скоростными ловушками и разблокируемыми автомобилями, а также ярлыками, которые не показаны на карте.
Дизайн карты был сильно вдохновлен множеством аспектов американского ландшафта, а карта открытого мира сеттинга состоит из более чем 100 миль (160 км) дорог. Северная сторона карты черпает вдохновение в калифорнийских прибрежных городах, таких как Санта-Моника, восточная сторона — в северном калифорнийском лесу красного дерева и заснеженном склоне горы, основанном на Скалистых горах в Колорадо, юг — на скалистой пустыне, основанной на Гранд-Каньоне в Аризоне, и западная и центральная части карты основаны на современной сельской Америке.

## Сюжет
Игрок может выбрать роль гонщика или полицейского. В истории гонщика игрок берет на себя роль уличного гонщика, известного как Зефир. В истории полицейского игрок берет на себя роль неназванного новоиспеченного полицейского. По мере того, как игрок выполняет задачи в Speedlists или Assignments, открываются сюжетные кат-сцены, каждая из которых кажется связанной с другой.
Пытаясь заявить о себе общественности, уличный гонщик Зефир загружает видео, на котором он обгоняет полицию по улицам округа Редвью. Через несколько дней другие гонщики начинают повторять то, что Зефир сделал в видео. В результате гонщики стали более публичными в своих преступных действиях и стали все более опасными, совершая больше актов повреждения имущества, когда они мчатся по улицам. Полицейское управление округа Редвью в ответ ужесточает карательные меры в попытке привлечь гонщиков к ответственности, что вызывает негативную реакцию общественности. Позже офицер RCPD по имени Джон Макманис ранен, пытаясь не отставать от гонщиков. Общественный резонанс возвращается в поддержку полиции, заставляя новобранца поклясться отомстить гонщикам.
Однако дальнейшее усиление запугивания со стороны полиции и обвинений в «чрезмерном применении силы» приводит к тому, что все офицеры RCPD отстраняются от работы с испытательным сроком, а Федеральное бюро расследований отправляет группу реагирования на транспортные средства, чтобы занять место полиции. Осознав новую угрозу, Зефир начинает борьбу с ВРТ, продолжая бросать вызов властям. Разгневанный безрассудством Зефира и отсутствием реакции на его действия, полицейский решает стать мошенником в качестве линчевателя под именем F-8 (альтернативно произносится судьба), выводя конфискованный Ferrari Enzo на улицу, где он сеет хаос, разрушая уличные гонщики под видом товарища-гонщика. Это приводит к тому, что он получает приглашение присоединиться к группе реагирования на транспортные средства ФБР. Зная это, F-8 немедленно отказывается от своего образа линчевателя и принимает приглашение. В то же время все подразделения полиции были отозваны на действительную службу.
В конце концов Зефир узнает, кем на самом деле является F-8, и решает отомстить, угоняя списанную полицейскую машину Koenigsegg Agera и перекрашивая ее в своем стиле. Затем он использует машину, чтобы привлечь внимание полиции и разбить полицейские подразделения, преследующие его. Позже с RCPD были сняты все обвинения против его офицеров, что вызвало возмущение общественности, поскольку VRT остается в округе Редвью. Рост активности полиции и недовольство насильственными арестами уличных гонщиков вынуждают Зефира опубликовать публичное сообщение RCPD, требуя, чтобы они прекратили свою жестокость. Затем он бросает открытый вызов как гонщикам, так и полицейским, гонка вокруг округа Редвью, чтобы две стороны закона могли разрешить свои разногласия раз и навсегда. Между тем, F-8, теперь старший офицер VRT, должен найти Зефира и уничтожить его, поскольку он единственный, кто может это сделать. В конце концов ему удается перехватить радиопереговоры Зефира. Узнав о сообщении Зефира, F-8 намеревается навсегда остановить печально известного уличного гонщика.

### Концовки
Есть две концовки, по одной для каждой стороны. Как и во всех предыдущих сюжетных роликах, эти два финала кажутся связанными друг с другом.
В конце истории Гонщика, сразу после того, как он завершил решающую гонку, Зефир врезается в полицейскую блокаду, в результате чего он сильно разбивается. В последующем новостном сообщении показано, что машина Зефира сильно дымит, что позволяет предположить, что он, скорее всего, погиб в аварии. Однако выясняется, что Зефир только что пережил аварию. Едва проснувшись, он заводит свою сильно поврежденную машину, пытаясь уехать.
В конце истории полицейского, как только он успешно сбивает Зефира, F-8 теряет контроль над своей машиной и в конечном итоге разбивает ее в аварии, оставляя его в критическом состоянии. В следующем новостном сообщении сообщается, что F-8 уже уволен из полиции за опасные и безрассудные действия. Некоторое время спустя, когда Зефир, похоже, больше никогда не слышал, F-8, теперь управляющий Enzo, который он ранее украл из полицейского участка, стал новым лучшим гонщиком в округе Редвью, бросив вызов всем через видео.

## Разработка и выход игры
Тогда как EA Canada и Black Box в феврале 2012 года реструктуризировались и переключились на онлайновые и бесплатные игры, компания Еlectronic Аrts ещё в 2011 году сформировала новую студию — EA Gothenburg. Основным направлением компании стали игры на базе движка Frostbite Engine. Также стало известно, что студия разрабатывает новую игру серии Need for Speed. Большинство сотрудников этой студии имели опыт по созданию таких гоночных игр, как Need for Speed: The Run, Forza Horizon, Project Gotham Racing и RACE Pro. 22 октября 2012 года главный разработчик по серии из Criterion Games подтвердил, что EA Gothenburg работает над игрой Need for Speed, но не сказал, какова степень вовлечения шведской компании и когда выйдет игра. 15 ноября 2012 года EA Gothenburg сменила название на Ghost Games. Тогда же был открыт сайт Ghost с приглашениями на вакантные места в компании.
На E3 был проведён опрос по определению автомобиля, достойного стать «Королём улиц». Победитель получал право быть по обе стороны закона — быть доступным как в Карьере гонщика, так и полицейского. Голосование происходило через Twitter и Facebook, по принципу выбывания автомобилей-претендентов в парных сравнениях. В конкурсе участвовал Aston Martin Vanquish, Dodge Charger SRT8, Ford GT, Ford Mustang Shelby GT500 SVT, Lexus LFA, Mercedes-Benz SLS AMG Black Series, Pagani Huayra, Porsche Cayman S. Победителем финала стал Aston Martin Vanquish. 23 мая 2013 года EA выпустила тизерный трейлер, тем самым подтвердив разработку новой игры серии Need for Speed. Стало известно, что игра Rivals создается совместными силами компаний Ghost Games и Criterion Games. Главой Ghost стал бывший исполнительный продюсер DICE Маркус Нильссон, участвовавший в разработке Shift 2: Unleashed, Battlefield 2: Modern Combat и Battlefield 2142.
30 августа 2013 года Нильссон заявил, что на Ghost Games всецело ложится ответственность за медиафраншизу Need for Speed. Также он отметил, что передача серии Need for Speed между разными студиями EA не увязывалась с разными типами игр. 16 сентября 2013 года Criterion Games сообщила о сокращении штата до 17 человек: большая часть студии перешла в Ghost Games UK, чтобы работать над играми Need for Speed. Результатом этого стало то, что небольшая команда Criterion Games принялась за абсолютно новый проект.
В ходе разработки Need for Speed: Rivals разработчики дали информацию, что игра будет работать в частоте кадров 30 fps. По словам разработчиков, такое решение было принято по причине требований ресурсов системы AllDrive и количества игроков. Также было объявлено, что на консолях PlayStation 4 и Xbox One игра будет работать в разрешении 1080p. Однако, есть возможность отключить ограничение в 30 fps на ПК.
Need for Speed: Rivals создана командой из 170 человек: 100 из Ghost Games и 70 из Ghost Games UK. Советником при разработке был раллийный гонщик Кен Блок. EA проспонсировала гоночный Ford Fiesta ST Блока и видео с его трюками под названием «Gymkhana SIX». Кроме того, в игру был включён модифицированный Ford Mustang GT 2015, у которого есть окраска с тематикой Formula Drift. 19 ноября 2013 года игра официально поступила в продажу для Windows, Xbox 360 и PlayStation 3. Любой предварительный заказ гарантирует покупателю код бесплатного доступа к Ultimate Cop Pack. В этот пакет входит эксклюзивная коллекция разнообразных элементов, в том числе полицейская машина Nissan GT-R Black Edition, продвинутая технология преследования и специальные дизайны машин.

### Музыка
Как и в предыдущих частях серии, в Rivals включено много композиций разных жанров. Музыка написана Vanesa Lorena Tate, которая до этого работала над Need for Speed: Most Wanted и Burnout Crash!
| #  | Исполнитель                              | Песня                                |
| -- | ---------------------------------------- | ------------------------------------ |
| 1  | Bastille                                 | «Pompeii» (Kat Krazy Remix)          |
| 2  | Binary                                   | «Dynamo»                             |
| 3  | Brick + Mortar                           | «Bangs»                              |
| 4  | Brick + Mortar                           | «Locked In a Cage»                   |
| 5  | Chris Lake                               | «Goodbye»                            |
| 6  | Cole Plante featuring Perry Farrell      | «Here We Go Now»                     |
| 7  | Cole Plante featuring Cameron the Public | «Howling»                            |
| 8  | Congorock featuring Nom De Strip         | «Minerals»                           |
| 9  | Destroid                                 | «Put It Down»                        |
| 10 | Feed Me                                  | «Rat Trap»                           |
| 11 | Fenech-Soler                             | «Magnetic»                           |
| 12 | Flux Pavilion featuring Steve Aoki       | «Steve French»                       |
| 13 | Garmiani                                 | «Rumble»                             |
| 14 | Gary Numan                               | «I Am Dust»                          |
| 15 | Haezer featuring Tumi                    | «Troublemaker»                       |
| 16 | Helmut Kraft & Miss Brown                | «Manoir III Ghost Mix (Clichy)»      |
| 17 | Helmut Kraft & Miss Brown                | «Manoir II (Wraith Mix)»             |
| 18 | Helmut Kraft & Miss Brown                | «Veyron 1001»                        |
| 19 | Hyper featuring Shirt                    | «Live Forever»                       |
| 20 | I Am Legion                              | «Make Those Move»                    |
| 21 | K.Flay и Danny Brown                     | «Hail Mary»                          |
| 22 | Knife Party                              | «EDM Death Machine»                  |
| 23 | Linkin Park                              | «Castle of Glass» (M. Shinoda Remix) |
| 24 | Madeon                                   | «Technicolor» (Club Extended Mix)    |
| 25 | Manufactured Superstars                  | «Angry Panda»                        |
| 26 | Mystery Skulls                           | «Paralyzed»                          |
| 27 | RDGLDGRN                                 | «Double Dutch»                       |
| 28 | RDGLDGRN                                 | «Lootin' In London»                  |
| 29 | The Bloody Beetroots featuring Junior    | «Albion»                             |
| 30 | The Naked and Famous                     | «Bright Lights»                      |
| 31 | The Qemists                              | «No More»                            |
| 32 | Walking Def featuring Virus Syndicate    | «Let Me Show You»                    |
| 33 | X Ambassadors                            | «Love Songs Drug Songs» *            |
| 34 | X Ambassadors                            | «Shining»                            |
| 33 | 30 Seconds to Mars                       | «Conquistador» **                    |

- * - Только в титрах
  - *- Официально в саундтрек не вошла, но использовалась в трейлере, на презентации функции All Drive

## Оценки и мнения
| Сводный рейтинг       | Сводный рейтинг                                                                    |
| Агрегатор             | Оценка                                                                             |
| --------------------- | ---------------------------------------------------------------------------------- |
| GameRankings          | 80,59 % (PS4) 79,08 % (XONE) 79 % (PS3) 73,67 % (PC) 71,43 % (X360)                |
| Metacritic            | 80/100 (PS4) 80/100 (PS3) 76/100 (PC) 76/100 (X360) 75/100 (XONE)                  |
| Иноязычные издания    |                                                                                    |
| Издание               | Оценка                                                                             |
| AllGame               | 3,5 из 5 звёзд · 3,5 из 5 звёзд · 3,5 из 5 звёзд · 3,5 из 5 звёзд · 3,5 из 5 звёзд |
| Destructoid           | 8/10 (PS4)                                                                         |
| Edge                  | 7/10 (PS4)                                                                         |
| EGM                   | 7/10 (PS4)                                                                         |
| Eurogamer             | 9/10 (PS4)                                                                         |
| Game Informer         | 9/10 (PS4)                                                                         |
| GameRevolution        | 4,5/5 (PS4)                                                                        |
| GameSpot              | 8/10 (PS4)                                                                         |
| GamesRadar+           | 3,5/5 (PS4)                                                                        |
| IGN                   | 8/10 (PS4/XONE/PC)                                                                 |
| OXM                   | 8/10 (XONE)                                                                        |
| PC Gamer (UK)         | 71/100 (PC)                                                                        |
| VideoGamer            | 7/10 (XONE)                                                                        |
| Русскоязычные издания |                                                                                    |
| Издание               | Оценка                                                                             |
| 3DNews                | 8/10 (PC)                                                                          |
| Absolute Games        | 75 % (X360)                                                                        |
| PlayGround.ru         | 9/10 (PC)                                                                          |
| «Игромания»           | 8/10                                                                               |

После выхода Need for Speed: Rivals получила в целом положительные отзывы критиков. Из плюсов выявили отличную графику игрового движка Frostbite 3, огромный открытый игровой мир и улучшенный Autolog (ныне Need for Speed Network). Среди минусов были выявлены слишком упрощенный режим тюнинга визуализации авто, отсутствие режима карьеры и сюжета, а также геймплей, сильно напоминающий игру Need for Speed: Hot Pursuit 2010 года и Need for Speed World.
Игра заняла второе место в номинации «Гонка года» (2013) журнала «Игромания».
Стив Хэннли из Hardcore Gamer дал игре 4,5 балла из 5, заявив: «Она сырая, интуитивная, напряженная и может похвастаться массой возможностей воспроизведения благодаря более чем сотне событий и бесшовному многопользовательскому режиму онлайн». игра 3/5, высоко оценив игровой процесс и саундтрек, но раскритиковав недостаточное количество игроков, разрешенных для многопользовательской онлайн-игры. Герстманн также отметил, что версия для ПК была заблокирована на скорости 30 кадров в секунду, и заявил, что это «особенно нелепо», но по-прежнему считает версию для ПК самой красивой версией. Майк Сплехта из GameZone дал версии для PS4 8,5 из 10, заявив: «Для игры, в названии которой превозносится скорость, Need for Speed: Rivals достойна внимания во всех отношениях. Она великолепна, быстра и определенно яростна». Даниэль Крупа для IGN поставил игре 8,0 баллов и заявил: «Быстро, яростно и весело. NFS: Rivals с большим эффектом сочетает Hot Pursuit и Most Wanted». Филип Коллар из Polygon дал игре 8,5 баллов из 10, написав: Технические недостатки Speed Rivals разочаровывают в первую очередь потому, что почти все остальное в игре очень хорошо продумано и впечатляет. Она основана на наследии серии, но также расширяется в новых значимых направлениях. что Ghost Games могут реализовать в своем первом выпуске и первой Need for Speed следующего поколения, у этой франшизы светлое будущее». Эндрю Райнер из Game Informer высоко оценил интерактивность многопользовательской онлайн-игры, подчеркнув, что онлайн особенности создают опыт, не похожий ни на какой другой. Райнер также назвал визуальные эффекты игры «офигительно великолепными» и похвалил игровые возможности за то, что игра кажется «гладкой как шелк». Райнер поставил игре 9/10 и подвергся незначительной критике. Ник Пино из GamesRadar также похвалил визуальные эффекты и элементы управления, назвав их «абсолютно великолепными» и «гладкими» соответственно. Пино критически относился к настройке и повреждениям автомобиля, но похвалил игровой мир за то, что он казался живым. Мартин Робинсон из Eurogamer поставил игре 9/10 и назвал ее «фантастической». Он хорошо отзывался об общем игровом процессе, системе начисления очков, звуковом оформлении машин, визуальных эффектах и дизайне мира. Основные критические замечания Робинсона касались «неприятного» саундтрека, невозможности поставить игру на паузу, размера мира и систем разборки транспортных средств.
Негативная реакция была связана с многочисленными ошибками и сбоями в игре, а также с разочарованием по поводу отсутствия в игре выделенных серверов, что приводило к частой миграции хостов. Также было много несовместимых игровых функций, которые вызывали разочарование у игроков, например, полицейские, преследующие игроков без всякой причины, и невозможность приостановить игру в любое время. Ghost Games также убрали возможность переключения с автоматической на ручную коробку передач.
Rivals была хорошо встречена критиками на E3 2013 и получила награду «Лучшая гоночная игра» от Game Critics Awards. В 2015 году за ним последовала Need for Speed: No Limits и перезапуск этой франшизы без подзаголовка.